# Aleksandr Sacharuk
Aleksandr Sacharuk (* 24. September 1977 in Skaidiškės, Rajongemeinde Vilnius, Litauische SSR) ist ein litauischer Jurist, ehemaliger Polizeikommissar, Politiker und Mitglied des Seimas.

## Leben
1995 nach dem Abitur am Gymnasium Pagiriai absolvierte er 1999 das Bachelorstudium an der Lietuvos policijos akademija und 2001 das Masterstudium der Rechtswissenschaften. Ab 2003 studierte er an der Wirtschaftsfakultät der Vilniaus universitetas Business and Management.
Ab 1996 arbeitet er als Polizist  in der Rajongemeinde Vilnius, von 1997 bis 2000 in der Kriminalpolizei der Rajongemeinde Vilnius, von 2000 bis 2002 als Polizei-Inspektor. Von 2003 bis 2006 war er Kommissar-Inspektor, von 2006 bis 2007 Polizeikommissar, von 2007 bis 2008  Rechtsanwalt und von 2008 bis 2012 Mitglied von Seimas.
Er gründete und leitete Sport-club „Policija“, war Leiter des FC FK Policija Vilnius.
2009 wurde er aus der Liste der Partei Tautos prisikėlimo partija (TPP) gemeinsam mit Valdemaras Stančikas, Laimontas Dinius, Ligitas Kernagis entfernt.
Mit Freundin Žyginta Blažyte hat er die Tochter Auksė Blažytė (* 2008).